# 塞勒姆 (佛羅里達州)
塞勒姆（英語：Salem）是位於美國佛羅里達州泰勒縣的一個非建制地區。該地的面積和人口皆未知。

## 地理
塞勒姆的座標為29°53′13″N 83°24′47″W / 29.88694°N 83.41306°W，而該地的平均海拔高度為12米（即39英尺）。